# Tathodelta
Tathodelta là một chi bướm đêm thuộc họ Erebidae.